# مدونا (هنر)

مدونای کتاب اثر ساندرو بوتیچلی، ۱۴۸۰.

مدونا (به ایتالیایی: Madonna) بازنمایی از مریم مادر عیسی است که به صورت نقاشی یا مجسمه در آثار مربوط به کلیسای کاتولیک و کلیسای ارتدکس شرقی دیده می‌شود. اصطلاح نام «مدونا» برای توصیف نقاشی‌ها یا مجسمه‌های مریم از حدود قرن هفدهم و در خلال آثار رنسانس ایتالیا به کار گرفته شده‌است. اما آثار نقاشی از مریم از اوایل مسیحیت (قرن ۲ و ۳ میلادی) موجود هستند و در گوردخمه شهر رم یافت می‌شوند.